# سد مراش
سد مراش در گویش محلی ماراش یک سد خاکی با هسته رسی در منطقه انگوران از شهرستان ماهنشان استان زنجان است.

## مشخصات
آب قابل تنظیم این سد ۳۷ میلیون مترمکعب در سال است که از این میزان هفت میلیون مترمکعب برای شرب و صنعت و۳۰ میلیون مترمکعب برای چهار هزار و ۸۷۹ هکتار از اراضی کشاورزی منطقه در نظر گرفته شده‌است.

## فرصت‌های شغلی
سدمراش در زمان بهره‌برداری حدود ۴ هزار و ۹۰۰ نفر فرصت شغلی خواهد داشت.